# Zoo di Copenaghen

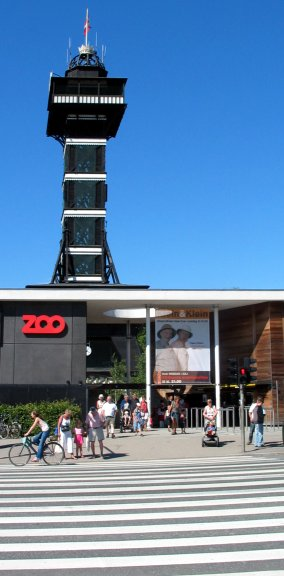
Caratteristica entrata dello zoo di Copenaghen

Lo zoo di Copenaghen è uno zoo situato nella città di Copenaghen, Danimarca. Si tratta di uno dei giardini zoologici più antichi d'Europa, situato nella strada Roskildevej.

## Storia

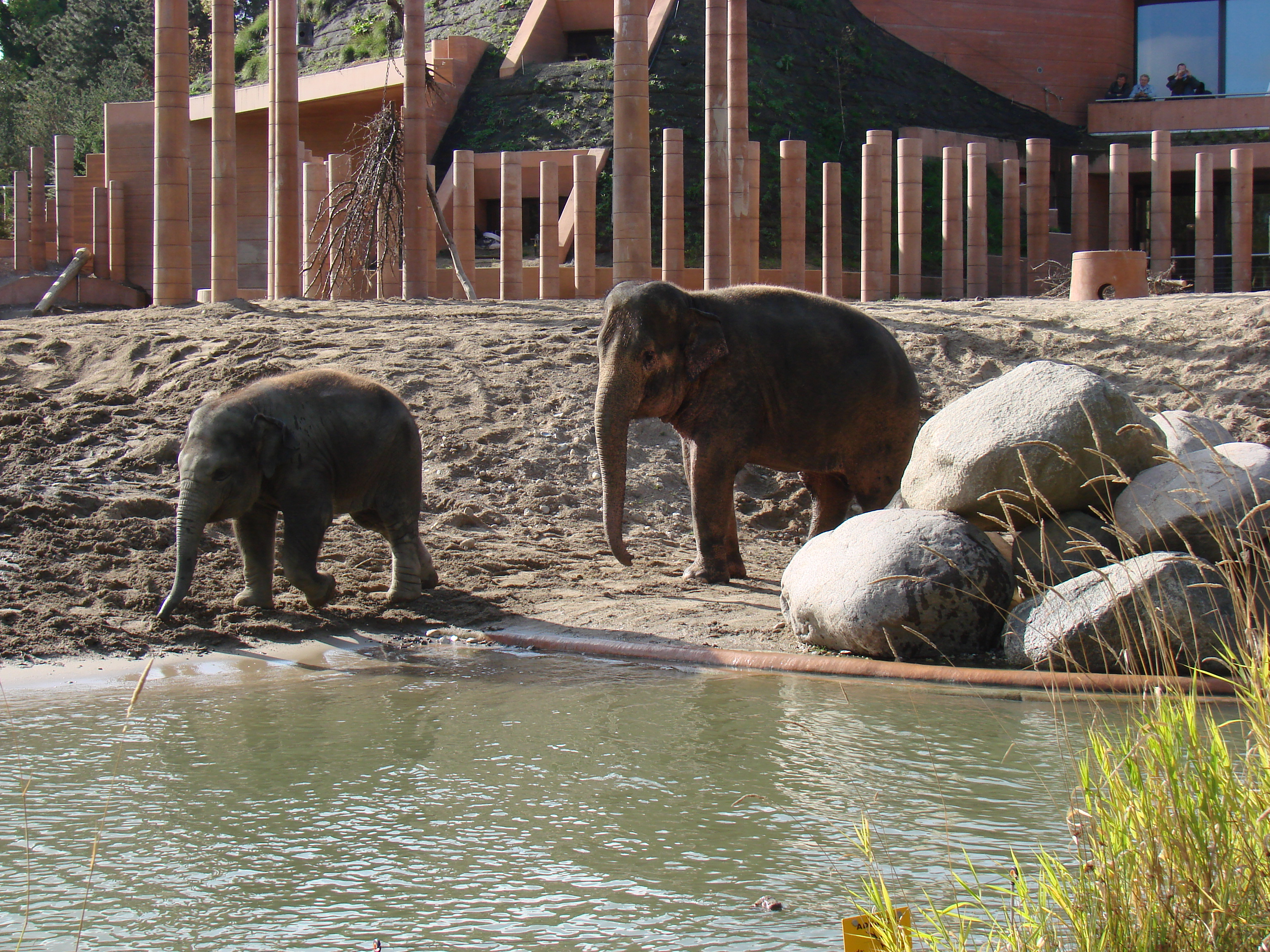
Elefanti nella loro zona dedicata all'interno dello zoo

Lo zoo fu fondato dall'ornitologo Niels Kjærbølling, ed aperto al pubblico il 20 settembre 1859, disponendo di una superficie di poco inferiore ai 4000 ettari.
Nel giugno 2008 venne aperta la sezione per gli elefanti, il cui progetto era di Norman Foster che si avvalse della collaborazione dell'architetto danese Stig L Andersson.
Fra gli animali degni di nota nel passato un esemplare di orbettino (Anguis fragilis) che è vissuto 54 anni, dal 1892 al 1946, detenendo un record di longevità per tale specie. Lo zoo detiene esemplari rari o inconsueti come il diavolo della Tasmania, l'okapi e alcuni bradipi. Inoltre hanno creato delle speciali gabbie che permettono di osservare esemplari di ippopotami in immersione.
Il 9 febbraio 2014 lo zoo è stato al centro di un'accesa polemica riguardo all'uccisione di una giraffa (Marius), con lo scopo di preservare i geni della specie.
È stato inoltre criticato per aver sezionato il cadavere del suddetto animale, poi dato in pasto ai leoni dello zoo stesso, davanti a bambini. Lo zoo si è difeso dichiarando di averlo fatto solo a scopi pedagogici.
Il giorno 26 marzo 2014 lo stesso zoo ha soppresso 4 leoni (2 anziani e due piccoli di 10 mesi) per far spazio ad un altro branco di leoni. Lo zoo si è difeso dicendo che questi sarebbero stati uccisi presto dal nuovo leone.